# Rick Volk
Richard Robert Volk (Toledo, 15 marzo 1945) è un ex giocatore di football americano statunitense che ha militato nel ruolo di safety nella National Football League (NFL).

## Carriera
Volk al college giocò a football con i Michigan Wolverines dal 1964 al 1966, venendo premiato come All-American da The Sporting News. Fu scelto nel corso del secondo giro (45º assoluto) nel Draft NFL 1967 dai Baltimore Colts. Vi giocò fino al 1975, venendo convocato per tre Pro Bowl, nel 1967, nel 1969 e nel 1971. Nel 1968 partì come titolare nel Super Bowl III dove i favoritissimi Colts furono battuti a sorpresa dai New York Jets dell'American Football League. Si rifece due anni dopo partendo come titolare anche nel Super Bowl V vinto per 16-13 contro i Dallas Cowboys e laureandosi campione. Dopo essere stato svincolato dai Colts firmò con i New York Giants nel 1976 e chiuse la carriera con i Miami Dolphins nel 1977 e 1978. In carriera fece registrare 38 intercetti, ritornandoli per 574 yard.

## Palmarès

### Franchigia
- Campionati NFL : 1

Baltimore Colts: 1968
- Super Bowl : 1

Baltimore Colts: V
- American Football Conference Championship: 1

Baltimore Colts: 1970

### Individuale
- Convocazioni al Pro Bowl: 3

1967, 1969, 1971
- All-Pro:

1968, 1970, 1971